# Leuctra brachyptera
Leuctra brachyptera är en bäcksländeart som beskrevs av Kazanci 1985. Leuctra brachyptera ingår i släktet Leuctra och familjen smalbäcksländor. Inga underarter finns listade i Catalogue of Life.